# Simone Ponzi
Simone Ponzi (ur. 17 stycznia 1987 w Manerbio) – włoski kolarz szosowy, zawodnik profesjonalnej grupy CCC Sprandi Polkowice.

## Najważniejsze osiągnięcia
- 2007
  -  1. miejsce w mistrzostwach Włoch (do lat 23, start wspólny)
- 2008
  -  2. miejsce w mistrzostwach świata (do lat 23, start wspólny)
- 2011
  - 1. miejsce w Gran Premio Nobili Rubinetterie
  - 1. miejsce w GP Kranj
  - 2. miejsce w Trofeo Laigueglia
  - 2. miejsce w Tour de Romagne
  - 2. miejsce w Gran Premio Industria e Commercio Artigianato Carnaghese
  - 3. miejsce w mistrzostwach Włoch (start wspólny)
  - 4. miejsce w Vattenfall Cyclassics
  - 7. miejsce w Grand Prix Cycliste de Québec
- 2012
  - 1. miejsce na 1. etapie Tour de Slovénie
  - 3. miejsce w Liège-Bastogne-Liège
- 2013
  - 1. miejsce na 1. etapie Vuelta a Burgos
  - 2. miejsce w Coppa Ugo Agostoni
  - 2. miejsce w Grand Prix Cycliste de Montréal
  - 3. miejsce w Gran Premio Nobili Rubinetterie
- 2014
  - 1. miejsce w Gran Premio Nobili Rubinetterie
  - 3. miejsce w Coppa Bernocchi
  - 3. miejsce w Coppa Ugo Agostoni